# Conspirația (film din 1973)
Conspirația este un film românesc de acțiune din 1973 regizat de Manole Marcus. Rolurile principale au fost interpretate de actorii Fory Etterle, Ilarion Ciobanu și Maria Clara Sebök. Este primul film care a fost produs cu Comisarul Roman și al treilea film în ordinea cronologică a evenimentelor. Premiera a avut loc la 10 iulie 1973 în România.

## Distribuție
Distribuția filmului este alcătuită din:
- Fory Etterle — Salvator Varga, fruntaș țărănist, senator, doctor în drept
- Ilarion Ciobanu — comisarul de siguranță Mihai Roman, fost ilegalist comunist
- Maria Clara Sebök — Iuliana Varga, fiica senatorului Varga
- Victor Rebengiuc — Horia Baniciu, comandant legionar (Z13)
- Silviu Stănculescu — cpt. Marin Varlam, ofițerul instruit ca spion (X273), agent sub acoperire al Siguranței
- Ernest Maftei — comisarul-șef de siguranță Petre Drăgan, fost ilegalist comunist
- Zephi Alșec — Pordea, fruntaș țărănist
- Virgil Mogoș — Miclescu, fruntaș țărănist
- Constantin Dinulescu — Olteanu, fruntaș țărănist
- Manu Nedeianu — Spinanțiu, fruntaș țărănist
- Lazăr Vrabie — partizanul legionar Mahu, care-l întâmpină pe Varlam în gara Ciubacu
- Matei Alexandru — spionul german Reisenauer („Wilhelm der Dritte”), comandantul Școlii de instructaj din Germania
- Nunuța Hodoș — prințesa Mavromihali
- Mariana Mihuț — Silvia Munteanu, tânăra care lipește afișe pentru FND
- Gheorghe Mazilu
- Constantin Zărnescu
- Paul Rușcă
- Silviu Gurău
- Nicolae Curcă
- Cornel Revent — comisarul de siguranță Dăscălescu
- Vasile Popa — bătăuș țărănist
- Mircea Veroiu — ing. Georges Mavromihali, comandant legionar, nepotul prințesei
- Tudor Stavru
- Nicolae Praida — comisar de siguranță
- Aurel Grușevschi
- Gheorghe Filip
- Petru Petrache
- Cornel Ciupercescu — Avramescu, student membru al Frățiilor de Cruce
- Ion Albu
- Carmen Petrescu — slujnica din casa senatorului Varga
- Dumitru Crăciun — legionar
- Dumitru Palade
- Constantin Păun
- Ion Roxin
- Dumitru Ghiuzelea
- Valeria Gagialov
- Nicolae Iordache
- Dumitru Chesa — serg. Ion Băbău, devenit cioban
- Cristian Nicolescu
- Constantin Drăgănescu — legionar
- Ion Cosma
- Daniel Tomescu
- Constantin Lică

## Primire
Filmul a fost vizionat de 1.969.877 de spectatori în cinematografele din România, după cum atestă o situație a numărului de spectatori înregistrat de filmele românești de la data premierei și până la data de 31 decembrie 2014 alcătuită de Centrul Național al Cinematografiei.
Bujor T. Rîpeanu în Filmat în România afirmă că „Acest prim film deschide calea unei trilogii, realizat de M. Marcus, din care va face parte împreună cu Departe de Tipperary și Capcana, care urmăresc pe parcursul anilor 1946 – 1948 confruntarea dintre Siguranță, Securitate, comuniști, pe de o parte, și polițiști, legionari, agenți străini, pe de altă parte.”